# Маргарет Лейтон
Маргарет Лейтон (англ. Margaret Leighton; 26 лютого 1922 — 13 грудня 1976) — британська акторка.

## Біографія
Народилася в селі Барнт-Грін в графстві Вустершир. У 1938 році дебютувала в театрі і вперше з'явилася на телебаченні. У наступні роки Лейтон домоглася великого успіху як театральна акторка, ставши однією з найпопулярніших зірок Олд Віка. З трупою цього театру вона з успіхом виступала на Бродвеї в 1946 році. Перша помітна роль Лейтон на великому екрані припала на 1949 рік, коли вона зіграла Міллі в трилері Хічкока «Під знаком Козерога».
Маргарет Лейтон двічі ставала лауреаткою премії «Тоні» — в 1957 році за роль у п'єсі «За окремими столиками» і в 1962 році за постановку «Ніч ігуани». Вона також неодноразово з'являлася і на телебаченні, вигравши в 1971 році премію «Еммі» за роль у телеверсії «Гамлет». У 1972 році Лейтон стала лауреаткою премії BAFTA, а також номінанткою премії Американської кіноакадемії за роль місіс Модслі в драмі «Посередник».
Була одружена: з видавцем Максом Рейнхардтом (1947—1955), актором Лоуренсом Гарві (1957—1961) і актором Майклом Вайлдінгом (1964—1976). Дітей не мала.
Маргарет Лейтон померла від розсіяного склерозу у віці 53 років в Чичестере в графстві Західний Суссекс у 1976 році.

## Вибрана фільмографія
- 1949 — Під знаком Козерога / (Under Capricorn) — Міллі
- 1955 — Відданий чоловік
- 1959 — Шум і лють
- 1965 — Незабутня / (The Loved One) —  місіс Гелен Кентон
- 1966 — 7 жінок
- 1971 — Посередник
- 1976 — Судовий поєдинок — Ма Гор